# جوماهاندیگودا
جوماهاندیگودا (به لاتین: Jomahandigoda) یک منطقهٔ مسکونی در سری‌لانکا است که در استان جنوبی (سری‌لانکا) واقع شده‌است.